# 런치패드 (웹사이트)

로고.

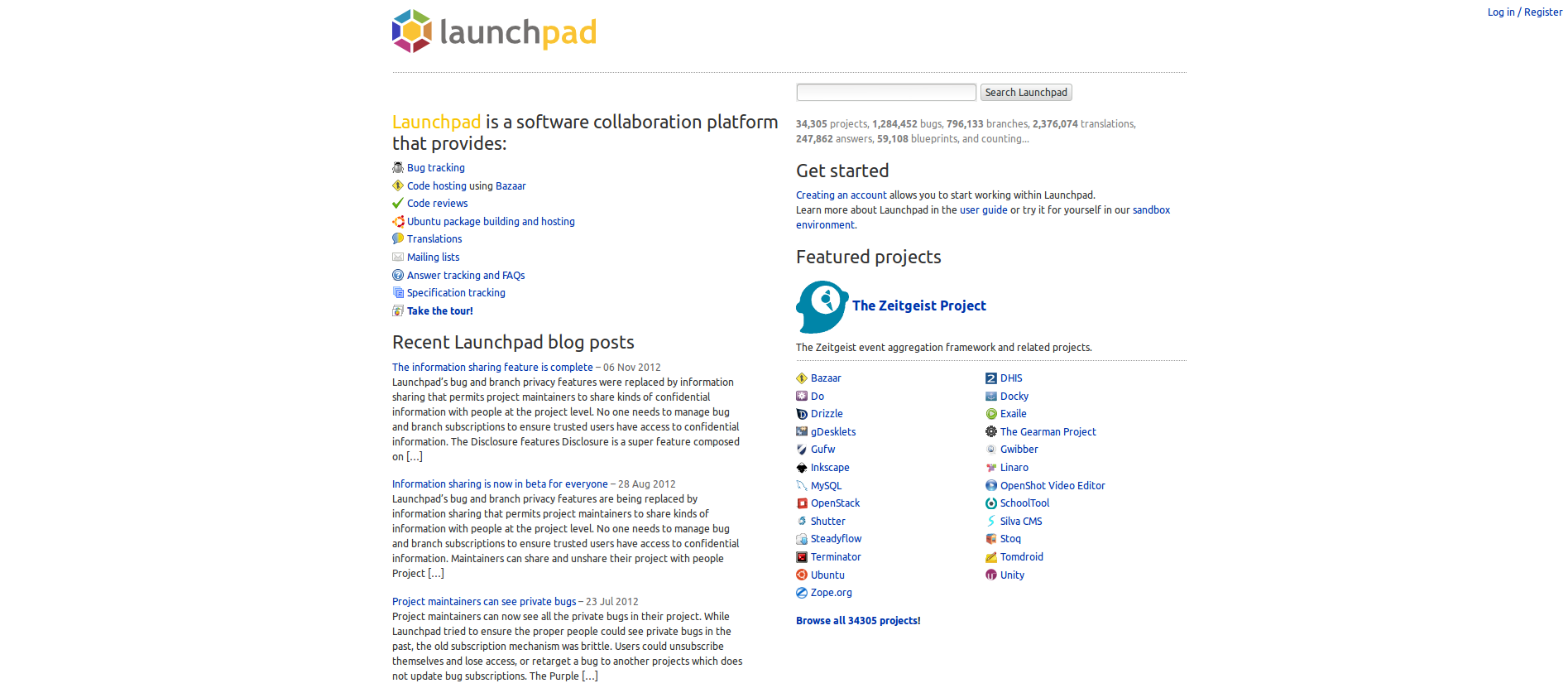
스크린샷.

런치패드(Launchpad)는 사용자가 소프트웨어를 개발할 때 사용하는 웹사이트 혹은 웹 애플리케이션이다. 특히 자유 소프트웨어를 개발할 때 많이 사용하며, 캐노니컬이 개발하였다. 원래는 운영 체제인 우분투 개발에 사용되었다. 런치패드는 파이썬으로 만든 웹 애플리케이션 서버인 Zope 3를 사용하고 있다.

## 구성 요소
런치패드는 다음과 같은 서비스를 제공한다.
- Answers: 지식 공유 및 커뮤니티 사이트
- Blueprints: 명세 및 새로운 기능을 추적하는 시스템
- Bugs: 여러 문맥을 지원하는 오류 추적 시스템
- Code: Bazaar를 이용한 소스 코드 호스팅
- Translations: 응용 소프트웨어 번역과 관련된 사이트

그 밖에 Soyuz라는 배포 관리 도구도 있다.

## 런치패드를 사용하는 프로젝트
우분투와 Bazaar을 포함해 캐노니컬이 만든 여러 프로젝트가 런치패드를 이용하고 있으며, 런치패드 자신도 런치패드를 이용해서 관리하고 있다.
다음은 그 밖에 런치패드를 사용하는 주요 프로젝트는 목록이다.
- Bazaar
- 그놈 두
- MySQL (Code)
- Zope 3 (Bugs)

## 같이 보기
- GitHub
- 구글 코드
- 소스포지.넷